# Теорема Банаха о неподвижной точке
Теорема Банаха о неподвижной точке — утверждение в метрической геометрии, гарантирующее наличие и единственность неподвижной точки у определённого класса отображений метрических пространств, также содержит конструктивный метод нахождения этой точки. Теорема названа в честь Стефана Банаха, польского математика, установившего это утверждение в 1922 году.

## Теорема
Пусть {\displaystyle (\mathbb {X} ,\,d)} — непустое полное метрическое пространство.
Пусть {\displaystyle T\colon \mathbb {X} \to \mathbb {X} } — сжимающее отображение на {\displaystyle \mathbb {X} }, то есть существует число {\displaystyle 0\leqslant \alpha <1} такое, что
{\displaystyle d(Tx,\,Ty)\leqslant \alpha d(x,\,y),} для всех {\displaystyle x,\,y} из {\displaystyle \mathbb {X.} }
Тогда у отображения {\displaystyle T} существует, и притом единственная, неподвижная точка {\displaystyle x^{*}} из {\displaystyle \mathbb {X} } (неподвижность {\displaystyle x^{*}} означает , что {\displaystyle Tx^{*}=x^{*}}).
Число {\displaystyle \alpha } часто называют коэффициентом сжатия.
Если число {\displaystyle \alpha } равно 1, то есть отображение не сжимающее, теорема может не выполняться.

### Доказательство
Возьмём произвольный фиксированный элемент метрического пространства {\displaystyle {x\in \mathbb {X} }} и рассмотрим последовательность {\displaystyle x_{1}=Tx,\;x_{2}=Tx_{1},\;\ldots ,\;x_{n+1}=Tx_{n}}.
Таким образом получим последовательность {\displaystyle \{x_{n}\}}.
Покажем, что эта последовательность фундаментальна. В самом деле:
{\displaystyle d(x_{1},\,x_{2})=d(Tx,\,Tx_{1})\leqslant \alpha d(x,\,x_{1})=\alpha d(x,\,Tx),}
{\displaystyle d(x_{2},\,x_{3})=d(Tx_{1},\,Tx_{2})\leqslant \alpha d(x_{1},\,x_{2})\leqslant \alpha ^{2}d(x,\,Tx),}
{\displaystyle \ldots ,}
{\displaystyle d(x_{n},\,x_{n+1})\leqslant \alpha ^{n}d(x,\,Tx).}
По неравенству треугольника для {\displaystyle d(x_{n},\,x_{n+p})\leqslant d(x_{n},\,x_{n+1})+d(x_{n+1},\,x_{n+2})+\ldots +d(x_{n+p-1},\,x_{n+p})\leqslant \alpha ^{n}(1+\alpha +\ldots +\alpha ^{p-1})d(x,\,Tx)={\frac {\alpha ^{n}-\alpha ^{n+p}}{1-\alpha }}d(x,\,Tx)}.
Так как по условию {\displaystyle 0<\alpha <1}, то {\displaystyle d(x_{n},\,x_{n+p})<{\frac {\alpha ^{n}}{1-\alpha }}d(x,\,Tx)}. Отсюда следует, что {\displaystyle d(x_{n},\,x_{n+p})\rightarrow 0} при {\displaystyle n\rightarrow \infty } и любом {\displaystyle p>0}.
Значит, последовательность {\displaystyle \{x_{n}\}} фундаментальна.
В силу полноты пространства {\displaystyle \mathbb {X} } существует элемент {\displaystyle x_{0}\in \mathbb {X} }, являющийся пределом этой последовательности {\displaystyle x_{0}=\lim _{n\rightarrow \infty }x_{n}}.
Докажем, что {\displaystyle Tx_{0}=x_{0}}.
По неравенству треугольника, {\displaystyle d(x_{0},\,Tx_{0})\leqslant d(x_{0},\,x_{n})+d(x_{n},\,Tx_{0})=d(x_{0},\,x_{n})+d(Tx_{n-1},\,Tx_{0})\leqslant d(x_{0},\,x_{n})+\alpha d(x_{n-1},\,x_{0})}. Так как {\displaystyle x_{0}=\lim _{n\rightarrow \infty }x_{n}}, то для любого {\displaystyle \varepsilon >0} при достаточно большом {\displaystyle n} {\displaystyle d(x_{0},\,x_{n})<{\frac {\varepsilon }{2}}} и {\displaystyle d(x_{0},\,x_{n-1})<{\frac {\varepsilon }{2}}}. Так как {\displaystyle \varepsilon >0} произвольно, то отсюда следует, что {\displaystyle d(x_{0},\;Tx_{0})=0}, то есть {\displaystyle x_{0}=Tx_{0}}, что и требовалось доказать.
Докажем единственность неподвижной точки у отображения сжатия {\displaystyle T}. Предположим, что существуют два различных элемента {\displaystyle x_{0},\;y_{0}\in \mathbb {X} }, такие, что {\displaystyle Tx_{0}=x_{0},\;Ty_{0}=y_{0}}. Тогда {\displaystyle d(x_{0},\,y_{0})=d(Tx_{0},\,Ty_{0})\leqslant \alpha d(x_{0},\,y_{0})}. Если допустить, что {\displaystyle d(x_{0},\,y_{0})>0}, то из предыдущего следует, что {\displaystyle \alpha \geqslant 1}. Но это противоречит условию {\displaystyle \alpha <1}. Таким образом, наше допущение что {\displaystyle d(x_{0},\,y_{0})>0} неверно и {\displaystyle x_{0}=y_{0}}.

## Применение
Теорема Банаха используется в теории дифференциальных уравнений для доказательства существования и единственности решения некоторых классов краевых задач. В теории интегральных уравнений теорема используется для доказательства существования и единственности решения неоднородного линейного интегрального уравнения Фредгольма 2-го рода, интегрального уравнения Вольтерры 2-го рода, некоторых видов нелинейных интегральных уравнений. Широкое применение теорема находит в численных методах, таких как метод Якоби, метод Гаусса — Зейделя, метод Ньютона также можно рассматривать с позиции теоремы Банаха. Также теорема нашла применение в теории фракталов.